# Konnies
Il Konnies (in russo Конниес?) è un fiume della Russia siberiana settentrionale, tributario di sinistra dell'Anabar. Scorre nel distretto Anabarskij della Jacuzia.
Il fiume scorre con direzione prevalentemente nordorientale. La sua lunghezza è di 103 km, l'area del bacino è di 1 090 km². Sfocia nell'Anabar a 85 km dalla foce di quest'ultimo nel mare di Laptev. L'altezza sul livello del mare della sorgente è di 84 m, l'altezza della foce è sotto i 2 m sul livello del mare. La larghezza del letto va da 27 m nella parte superiore a 35 m nella parte inferiore.